# Burg Iwakuni
Die Burg Iwakuni (japanisch 岩国城, Iwakuni-jō) befindet sich in der Stadt Iwakuni, (Präfektur Yamaguchi). In der Edo-Zeit residierten dort die zum höheren Schwertadel gehörenden Kikkawa mit einem Einkommen von 30.000 Koku.  

## Geschichte

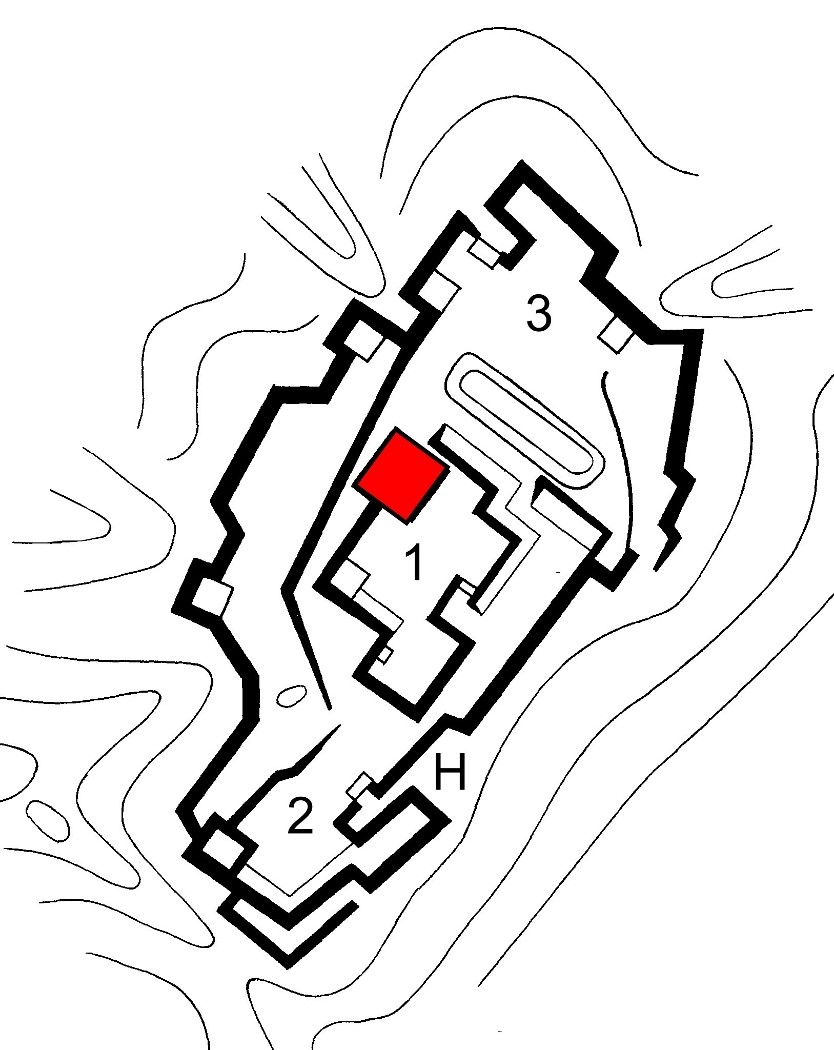
Burg Iwakuni: 1: Hommaru, 2: Ni-no-maru, 3: Kita-no-maru, H: Haupttor, Rot: Burgturm

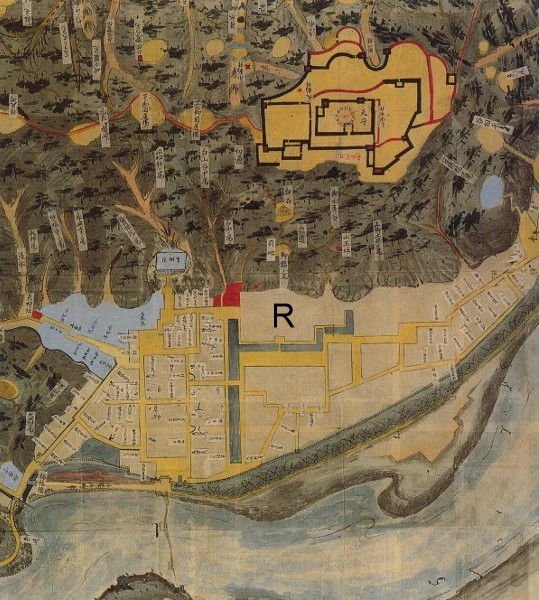
Iwakuni mit Bergburg oben (übertrieben groß) und Residenz (R) unten.

Als die Mōri im Jahr 1600 als Verlierer aus der Schlacht von Sekigahara hervorgingen, verloren auch die zu den Mōri gehörenden Kikkawa Dreiviertel ihres Einkommen aus den Besitzungen in den Provinzen Izumo und Hōki. Mit den verbliebenen 30.000 Koku zogen sie nach Iwakuni um.
Kikkawa Hiroie (吉川 広家; 1561–1624) errichtete auf einer Anhöhe an dem sich durch die Landschaft windenden Fluss Nishiki (錦川, Nishikigawa) einen Wohnsitz, Odoi (御土居), und baute eine Burg auf dem Berg dahinter. An den zentralen Bereich, das Hommaru (本丸), mit Burgturm (天守閣, tenshukaku) schloss sich im Südwesten der zweite Bereich, das Ni-no-maru (二の丸), und im Nordosten ein weiterer Bereich, Kita-no-maru (北の丸) genannt, an. Nach nur wenigen Jahren musste die Burg auf generelle Anweisung des Shogunats zur Reduzierung der Burgen „[Nur] eine Burg je Provinz“ (一国一城, Ikkoku ichijō) abgerissen werden. 
Der Wohnsitz unten hatte einen rechteckigen Grundriss, war auf einer Seite durch den Berg, auf den anderen drei Seiten durch Gräben geschützt. An der Vorderseite befand sich an der Mitte das Haupttor, ausgeführt als im Yagurator, an den Ost- und Westecken dreistöckige Tatami-Yagura (畳矢倉), an der Westseite innen befand sich ein zweistöckiger und der dreistöckige Monomi-Wachturm (物見矢倉).
Die Burg Iwakuni erlitt zweimal Zerstörungen: Das erste Mal wurden auf Grund der erwähnten Anweisung die Gebäude abgerissen, das zweite Mal wurden 1638 auch die Mauern weitgehend abgerissen. Nach dem Shimabara-Aufstand und den Erfahrungen mit der Burg Hara wollte das Shogunat in Westjapan keine Burgruinen, die man wieder für Aufstände hätte benutzen können.
Der zweite Burgherr Kikkawa Hiromasa (吉川 広正; 1601–1666) wurde als hoher Vasall (陪臣, baishin) eingestuft, wurde aber vom Shogunat wie ein Daimyō behandelt. Formal wurden die Kikkawa erst 1868 zu Daimyō erhoben.
1962 wurde der Burgturm (innen sechs Stockwerke, außen zu vier zusammengefasst) nach alten Plänen aus Stahlbeton wieder errichtet, 30 m entfernt vom originalen Standort, damit er besser von unten sichtbar ist. Auf Gelände der Residenz am Fuße des Burgberges wurde 1885 an Stelle des Tatami-Wachturms im Südwesten ein Pavillon mit dem Namen Kin’un-kaku (錦雲閣) errichtet. 1968 wurde das ganze Gelände der Residenz als öffentlicher Park umgestaltet unter dem Namen Kikkō-kōen (吉香講演). Die Bezeichnung Kikkō spielt dabei auf den Namen des Schreins an, in dem die Kikkawa-Familie verehrt wird und der früher auf dem Gelände stand.